# Armagnaker
Armagnaker, franska armagnacs, var ett franskt politiskt parti i början av 1400-talet. Under den tid kung Karl VI var mentalsjuk, tävlade om makten hans bror Ludvig av Orléans och hans farbror Filip den djärve av Burgund och, sedan dessa avlidit, greve Bernhard VII av Armagnac, svärfar till Ludvigs son Karl, och Filips son Johan den orädde av Burgund.
Partierna kallades efter dem Armagnacs och Bourguignons och striderna mellan dem blev till ett blodigt inbördeskrig, som vävdes in i hundraårskriget, då engelsmännen tidvis stödde Bourguignons. I dessa strider använde sig Armagnacs i stor utsträckning av värvade legosoldater, som även de kallades armagnacs. De gjorde landet osäkert, då de efter freden vägrade att låta sig hemförlovas. Karl VII försökte då få användning av dem vid Frankrikes östgräns, där deras namn av tyskarna förvrängdes till ”arme Gecken”.